# Juan XVIII
Juan XVIII (en latín, Ioannes PP. XVIII), de nombre secular Giovanni Fasano (Roma, ¿?-Roma, julio de 1009) fue el 141.er papa de la Iglesia católica, de 1003 a 1009.

## Biografía
Hijo de un sacerdote romano llamado Leo, fue elegido papa con el apoyo de Crescencio III.
Durante su pontificado coronó como rey de Italia a Enrique II el Santo, el futuro emperador del Sacro Imperio.
No falleció como papa, ya que se retiró a la Abadía de San Pablo Extramuros, no se sabe si por decisión propia o forzado por Crescencio III, donde murió después de unos meses, en julio de 1009.